# Saison 1997-1998 de la Jeunesse sportive de Kabylie
Maillots
Chronologie
Saison précédente Saison suivante
Cet article traite de la saison 1997-1998 de la Jeunesse sportive de Kabylie. Les matchs se déroulent essentiellement en Championnat d'Algérie de football 1997-1998, mais aussi en Coupe d'Algérie de football 1997-1998.

## Résumé de la saison 1997-1998
Cette saison, et pour la première fois depuis sa création, le championnat d'Algérie est divisé en deux groupes, Centre-Est et Centre-Ouest. La JSK fait partie du Groupe Centre-Est, dans lequel elle se classe seconde, ce qui la qualifie pour le match de barrage pour la qualification en Coupe arabe. Mais comme son homologue, le CS Constantine, la JSK ne se présente pas au match, et donc aucun club algérien ne sera présent en Coupe arabe. Il s'agit du championnat algérien où la JSK a joué le moins de matchs. 
En Coupe d'Algérie, le club est éliminé en seizièmes de finale par le WA Tlemcen.

## Mercato estival 1997
Arrivées
- Mourad AIT TAHAR
- MAHREZ (gardien)
- Farid GHAZI

Départs
- Aucun

## Compétitions
| Deuxième            | Seizièmes de finale face le CRB Mecheria (2-1) | Seizièmes de finale face l'ES Sétif (4-3) |
| 6 V 4 N 4 D         | 1 V 0 N 1 D                                    | 1 V 0 N 1 D                               |
| TOTAL : 8 V 4 N 6 D |                                                |                                           |

### Championnat d'Algérie
| Date             | J  | Adversaire    | Lieu | Résultat | Buteurs pour la JSK              | Arbitres |
| 1er janvier 1998 | 1  | WA Boufarik   | Ext. | 1 - 0    | /                                | Bentebka |
| 9 janvier 1998   | 2  | MC Alger      | Dom. | 1 - 1    | Aït Tahar 41e                    |          |
| 15 janvier 1998  | 3  | ES Mostaganem | Dom. | 2 - 0    | /                                |          |
| 23 janvier 1998  | 4  | AS Ain M'lila | Ext. | 1 - 1    | Ghazi 80e                        |          |
| 26 fevrier 1998. | 5  | USM Alger     | Dom. | 0 - 0    | /                                |          |
| 5 mars 1998      | 6  | ES Setif      | Ext. | 2 - 0    | /                                |          |
| 30 mars 1998     | 7  | USM Blida     | Ext. | 1 - 0    | Aït Tahar 15e                    |          |
| 17 avril 1998    | 8  | WA Boufarik   | Dom. | 1 - 0    | Meghraoui 5e                     |          |
| 23 avril 1998    | 9  | MC Alger      | Ext. | 3 - 0    | Aït Tahar 12e 40e, Meghraoui 87e |          |
| 7 mai 1998       | 10 | ES Mostaganem | Ext. | 2 - 1    | Halles 90+2e (csc)               |          |
| 14 mai 1998      | 11 | AS Ain M'lila | Dom. | 2 - 0    | Boubrit 22e, Ghazi 44e           |          |
| 22 mai 1998      | 12 | USM Alger     | Ext. | 0 - 0    | /                                |          |
| 28 mai 1998      | 13 | ES Setif      | Dom. | 2 - 1    | Ghazi 55e 62e                    |          |
| 11 juin 1998     | 14 | USM Blida     | Dom. | 3 - 0    | /                                |          |

#### Classement Groupe B
| Rang | Équipe          | Pts | J  | G | N | P | Bp | Bc | Diff |
| ---- | --------------- | --- | -- | - | - | - | -- | -- | ---- |
| 1    | USM Alger       | 25  | 14 | 6 | 7 | 1 | 16 | 10 | +6   |
| 2    | JS Kabylie      | 22  | 14 | 6 | 4 | 4 | 14 | 11 | +3   |
| 3    | ES Mostaganem P | 21  | 14 | 6 | 3 | 5 | 20 | 16 | +4   |
| 4    | ES Sétif P      | 18  | 14 | 4 | 6 | 4 | 15 | 15 | 0    |
| 5    | MC Alger L      | 16  | 14 | 3 | 7 | 4 | 8  | 11 | -3   |
| 6    | AS Aïn M'lila   | 15  | 14 | 2 | 9 | 3 | 8  | 11 | -3   |
| 7    | WA Boufarik     | 12  | 14 | 1 | 9 | 4 | 11 | 12 | -1   |
| 8    | USM Blida P     | 12  | 14 | 1 | 9 | 4 | 9  | 13 | -4   |

Résultat
- Qualifié pour la finale du championnat

Relégation
- Pas de relégation

Abréviations
P : Promus de Division 2

L : Vainqueur de la Coupe de la Ligue 1997-1998

### Coupe d'Algérie
| Date         | Heure | Tour          | Adversaire   | Stade (ville)                        | Résultat | Buteurs pour la JSK   | Références          |
| 16 mars 1998 | 14h00 | 32e de finale | CRB Naâma    | Stade du 5 juillet 1962, Naâma       | 2 - 3    | Aït Tahar 12e 40e 52e | [ Rapport match 2 ] |
| 26 mars 1998 | 14h00 | 16e de finale | CRB Mecheria | Stade 24 avril de Mecheria, Mécheria | 2 - 1    | Aït Tahar             | [ Rapport match 3 ] |

### Coupe de la Ligue
| Date           | Heure | Tour                | Adversaire | Stade (ville)                          | Résultat | Buteurs pour la JSK | Références          |
| 2 octobre 1997 | 14h30 | Premier tour        | E Collo    | Stade du 1er-Novembre-1954, Tizi Ouzou | 2 - 1    |                     | [ Rapport match 4 ] |
| 6 octobre 1997 | 14h30 | Seizièmes de finale | ES Sétif   | Stade du 1er-Novembre-1954, Tizi Ouzou | 3 - 4    |                     |                     |

## Statistiques collectives

### Statistiques
| Compétition       | Débute au tour | Termine        | Matches joués | Gagnés | Nuls | Perdus | Buts pour | Buts contre | Différence |
| ----------------- | -------------- | -------------- | ------------- | ------ | ---- | ------ | --------- | ----------- | ---------- |
| Coupe d'Algérie   | 1/32 de finale | 1/16 de finale | 2             | 1      | 0    | 1      | 4         | 4           | +0         |
| Division 1        | -              | Deuxième       | 14            | 6      | 4    | 4      | 14        | 11          | +3         |
| Coupe de la Ligue | 1/32 de finale | 1/16 de finale | 2             | 1      | 0    | 1      | 5         | 5           | +0         |
| Total             | -              | -              | 18            | 8      | 4    | 6      | 23        | 20          | +3         |

## Buteurs
| Joueurs             | Championnat | Coupe d'Algérie | Total |
| ------------------- | ----------- | --------------- | ----- |
| Mourad Aït Tahar    | 5           | 4               | 9     |
| Farid Ghazi         | 4           | 0               | 4     |
| Maghraoui           | 2           | 0               | 2     |
| Abdelaziz Benhamlat | 1           | 0               | 1     |
| Hakim Boubrit       | 1           | 0               | 1     |
| Total               | 13          | 4               | 17    |